# تومي هاميلتون
تومي هاميلتون (بالإنجليزية: Tommy Hamilton)‏ (1 يناير 1935 في جمهورية أيرلندا - ) هو لاعب كرة قدم أيرلندي في مركز الهجوم. شارك مع Republic of Ireland national football B team ‏ ومنتخب جمهورية أيرلندا لكرة القدم. أما مع النوادي، فقد لعب مع مانشستر يونايتد ونادي شامروك روفرز ونادي يميريك ودوري أيرلندا الحادي عشر ‏ وكورك هايبرنيانز ‏.

## وصلات خارجية
- تومي هاميلتون على موقع قاعدة بيانات كرة القدم.إي يو (الإنجليزية)